# Mikael Lustig
Mikael Lustig, né le 13 décembre 1986 à Umeå en Suède, est un footballeur international suédois qui évoluait à l'AIK Solna. Mikael Lustig est un arrière droit mais il peut également jouer défenseur central. Plutôt rapide et doté d'un bon jeu de tête, il brille également dans le domaine offensif.

## Biographie

### En club
Lustig fait ses premiers pas dans le football au Sandåkerns SK et dispute ses premiers matches en équipe première en 2003 avec ce club de quatrième division. Il signe son premier contrat professionnel au Umeå FC en 2004, jouant 12 matches (pour un but). Après quelques bonnes performances avec son club, il est repéré par le sélectionneur des U 18 suédois qui le sollicite cette même année. 
Il fait finalement ses débuts en première division suédoise lors la saison 2005 en rejoignant le GIF Sundsvall. Il joue cette année-là huit matches et inscrit deux buts mais ne peut empêcher la relégation du GIF en deuxième division. Trois ans plus tard, fin 2007, Lustig et son club remonte en Allsvenskan mais après un exercice 2008 catastrophique, le promu retourne immédiatement à l'échelon inférieur. Au cours de cette période, il fait ses premières apparitions pour l'équipe nationale des moins de 21 ans. 
C'est à l'issue de cette nouvelle relégation que Lustig signe pour les Norvégiens de Rosenborg qui peinent à briller dans leur pays depuis deux saisons (deux fois cinquième). À Trondheim, le latéral s'impose sur le côté droit (95 matches en 3 saisons) et remporte deux titres de Champion de Norvège en 2009 et 2010 et une Supercoupe en 2010 (victoire 3-1 face à Aalesunds FK). 
Il attire alors l'attention de plusieurs clubs européens (Fulham, Espanyol de Barcelone entre autres) mais il signe finalement un pré-contrat avec le Celtic Glasgow en novembre 2011. Il rejoint officiellement le championnat écossais le 1er janvier 2012 pour une durée de trois ans et demi. Le 3 mars 2012, il fait ses débuts avec les Celts face à Aberdeen (1-1). Le 18 janvier 2017, il prolonge son contrat jusqu'en 2019.
Le 25 août 2020, il retourne en Suède en s'engageant pour un an à l'AIK Solna. En février 2021, Lustig prolonge son contrat avec l'AIK de deux saisons.
Lustig met un terme à sa carrière professionnelle à l'issue de la saison 2022 du championnat suédois, à tout juste 36 ans.

### Équipe nationale
Mikael Lustig connait sa première sélection en équipe nationale à Carson le 20 janvier 2008 face aux USA (0-2). Il inscrit son premier but avec sa sélection le 29 mars 2011 lors de la victoire des siens (2-1) face à la Moldavie le 29 mars 2011 à Solna lors d'une rencontre comptant pour les éliminatoires de l'Euro 2012.
Il participe à la Coupe du monde 2018 en Russie. Il est titulaire lors du premier match contre la Corée du Sud, ainsi que lors du deuxième match contre l'Allemagne et lors du troisième match contre le Mexique. Il est titulaire lors du huitième de finale contre la Suisse. Ayant reçu un carton jaune lors de la phase de poule et un autre lors du huitième de finale, il est suspendu pour les quarts.
Le 19 mai 2021, il est convoqué par Janne Andersson, le sélectionneur de l'équipe nationale de Suède dans la liste des 26 joueurs suédois retenus participer à l'Euro 2020,. Le 13 juillet 2021, Mikael Lustig annonce qu'il prend sa retraite internationale après avoir joué pour la Suède durant 13 ans,.

## Statistiques
| Saison    | Club         | Pays                    | Championnat        | Coupe nationales  | Coupes d’Europe    |
| --------- | ------------ | ----------------------- | ------------------ | ----------------- | ------------------ |
| 2008      | Rosenborg BK | Tippeligaen             | -                  | -                 | 8 matchs           |
| 2009      | Rosenborg BK | Tippeligaen             | 25 matchs / 4 buts | -                 | 3 matchs / 1 but   |
| 2010      | Rosenborg BK | Tippeligaen             | 29 matchs / 4 buts | -                 | 12 matchs / 1 but  |
| 2011      | Rosenborg BK | Tippeligaen             | 30 matchs / 5 buts | 2 matchs / 1 but  | 6 matchs / 1 but   |
| 2011-2012 | Celtic FC    | Scottish Premier League | 4 matchs           | 1 match           | -                  |
| 2012-2013 | Celtic FC    | Scottish Premier League | 23 matchs / 3 buts | 7 matchs          | 9 matches          |
| 2013-2014 | Celtic FC    | Scottish Premiership    | 16 matchs          | 2 matchs / 1 but  | 12 matches / 1 but |
| 2014-2015 | Celtic FC    | Scottish Premiership    | 5 matchs / 2 buts  | 3 matchs          | 8 matches          |
| 2015-2016 | Celtic FC    | Scottish Premiership    | 30 matchs / 4 buts | 5 matchs          | 11 matches / 1 but |
| 2016-2017 | Celtic FC    | Scottish Premiership    | 29 matchs / 1 but  | 8 matchs / 2 buts | 11 matches / 1 but |
| 2017-2018 | Celtic FC    | Scottish Premiership    | 26 matchs / 1 but  | 7 matchs / 2 buts | 14 matches         |

## Palmarès
Rosenborg BK
- Championnat de Norvège (2)
  - Champion : 2009, 2010
- Supercoupe de Norvège (1)
  - Vainqueur : 2010

 Celtic FC
- Championnat d'Écosse (8)
  - Champion : 2012, 2013, 2014, 2015,  2016, 2017, 2018 et 2019
- Coupe de la Ligue écossaise (2)
  - Vainqueur en 2016, 2017 et 2018
- Coupe d'Écosse (2)
  - Vainqueur en 2017 et 2018.

### Distinctions personnelles
- Membre de l'équipe-type de Scottish Premier League en 2017